# کشتی کج
کشتی‌کج یا کشتی حرفه‌ای (به انگلیسی: Professional Wrestling)، یکی از پرطرفدارترین ورزش‌های نمایشی در جهان است که ترکیبی از هنر نمایش، مهارت‌های بدنی و داستان‌پردازی پُرکشش می‌باشد. این ورزش که ریشه در سنت‌های نمایشی و رقابت‌های ورزشی دارد، امروزه به یک پدیده جهانی تبدیل شده و میلیون‌ها طرفدار را در سراسر جهان به خود جذب کرده است. کشتی‌کج نه‌تنها یک رقابت ورزشی، بلکه یک نمایش سرگرم‌کننده است که در آن شخصیت‌های متنوع، داستان‌های پیچیده و حرکات آکروباتیک خیره‌کننده در هم می‌آمیزند، تا تجربه‌ای منحصربه‌فرد برای تماشاگران خلق کنند.

نمایی از شِین مِک‌مَن در آستانه انداختن خود از بالای قفس بر میز داوران روی حریف در رَسُل‌مِینی‌یا ۳۲، که از نمونه‌های حرکات خطرناک و آکروباتیک در کشتی‌کج می‌باشد.

تاریخچه کشتی‌کج به قرن نوزدهم و اوایل قرن بیستم میلادی بازمی‌گردد، زمانی که این ورزش در ایالات متحده و اروپا به‌عنوان یک سرگرمی در نمایش‌های سَیار و سالن‌های محلی آغاز به کار کرد. با گذشت زمان، کشتی‌کج از یک نمایش ساده به یک صنعت بزرگ تبدیل شد و سازمان‌های حرفه‌ای مانند «سرگرمی جهانی کشتی» به‌عنوان نمادهای این صنعت ظهور کردند. امروزه، کشتی‌کج نه‌تنها در آمریکا، بلکه در ژاپن، مکزیک، اروپا و دیگر نقاط جهان با سبک‌ها و فرهنگ‌های متنوع اجرا می‌شود.

نمایی از «پِنتا»، از کشتی‌کج‌کاران مکزیکی، در شمایل خاص خود

یکی از ویژگی‌های منحصربه‌فرد کشتی‌کج، ترکیب عناصر ورزشی و هنری است. کشتی‌گیران علاوه بر قدرت بدنی و مهارت‌های فنی، باید توانایی بازیگری و ارتباط با تماشاگران را نیز داشته باشند. داستان‌پردازی‌های پیچیده، رقابت‌های شخصی و گروهی، و اجرای حرکات خطرناک از جمله عناصری هستند که این ورزش را از دیگر رشته‌ها متمایز می‌کنند. تماشاگران نه‌تنها برای رقابت ورزشی، بلکه برای داستان‌ها و شخصیت‌هایی که در طول سال‌ها توسعه یافته‌اند، به کشتی‌کج علاقه‌مند می‌شوند.

صحنه ورود آندِرتِیکِر به یکی از رویدادهای رَسُل‌مِینی‌یا؛ وی از محبوب‌ترین شخصیت‌های کشتی‌کج می‌باشد.

کشتی‌کج همچنین تأثیر قابل‌توجهی بر فرهنگ عامه داشته است. بسیاری از کشتی‌گیران مشهور به چهره‌های فرهنگی و نمادهای جهانی تبدیل شده‌اند و در فیلم‌ها، برنامه‌های تلویزیونی و دیگر رسانه‌ها ظاهر گشته‌اند. این ورزش به‌عنوان یک پدیده اجتماعی، بازتاب‌دهنده تحولات فرهنگی، سیاسی و اقتصادی در جوامع مختلف بوده و گاهی حتی به عنوان ابزاری برای بیان مسائل اجتماعی مورد استفاده قرار گرفته است.

نمایی از دووِین جانسِن بر فرش قرمز اسکار ۲۰۲۳؛ وی که در کشتی‌کج غالبأ با نام «دِ راک» شناخته می‌شود، موفق‌ترین کشتی‌کج‌کار به لحاظ فعالیت در فضای رسانه‌ای خارج از دنیای کشتی‌کج می‌باشد.

از ریشه‌های تاریخی آن تا تحولات جدید، از فنون و حرکات بدنی تا داستان‌پردازی‌های پیچیده، کشتی‌کج همچنان به عنوان یکی از پرجنب‌و‌جوش‌ترین و تأثیرگذارترین شکل‌های سرگرمی در جهان باقی مانده است.

## ورزش یا نمایش[نیازمند منبع]
در بسیاری از ایالت های آمریکا، کشتی حرفه ای از نظر قانونی به عنوان یک فعالیت غیر ورزشی تعریف می شود. به عنوان مثال، در نیویورک، کشتی حرفه ای این گونه تعریف می شود: کشتی حرفه‌ای به معنای فعالیتی است که در آن شرکت‌کنندگان اغلب به منظور سرگرمی برای تماشاگران دست به دست هم می‌دهند و شامل یک مسابقه یا رقابت ورزشی با حسن نیت نیست. کشتی حرفه ای یک ورزش رزمی نیست و جنبه نمایشی و سرگرمی دارد.
کشتی حرفه ای در دنیا توسط سازمان های مختلفی اغلب در ایالات متحده و بعدها در ژاپن، مکزیک و چند کشور دیگر به صورت محدود سازمان دهی می شود. همانند کشتی آماتور دارای قوانین یکدست جهانی ورزشی نیست و مسابقات رسمی جهانی و قاره ای ندارد. اغلب افراد فعال در این حوزه اهل ایالات متحده هستند. امروزه با گسترش بوکس حرفه ای و ورزش های رزمی ترکیبی به عنوان ورزش واقعی (و دارای برد و باخت از پیش تعیین نشده) اقبال به نمایش های کشتی حرفه ای کمتر شده است.

## اصطلاحات
قانونی به نام کِی‌فِیب در کشتی‌کج وجود دارد که بر اساس آن شرکت‌کنندگان هنگام مسابقه باید تصور کنند که شخصیت‌ها و داستان نمایش واقعی است. در گذشته برخی از کشتی‌گیران حتی در زندگی واقعی خود نیز در این دنیای خیالی باقی می‌ماندند. در صورتی که کشتی‌گیری حرکتی در رینگ انجام دهد که مطابق با شخصیت داستانی او نباشد، این قانون را شکسته‌است و این اتفاق که به تماشاگران ضربه زده و تجارت گردانندگان مسابقات را دچار مشکل می‌کند در نتیجه برگزارکنندگان رقابت‌های کشتی‌کج معمولاً آن‌ها را یا از داستان اصلی خارج می‌کنند یا به‌طور کامل کنار می‌گذارند. البته امروزه اهمیت این موضوع از گذشته کمتر شده‌است چرا که در دنیای کشتی حرفه‌ای این واقعیت که داستان‌ها از پیش نوشته می‌شوند راحت تر پذیرفته شده و این برنامه‌ها بیشتر بر علاقه تماشاگران برای سرگرم شدن متکی هستند. با این حال کشتی‌گیران همچنان بایستی در طول مسابقه در شخصیت خود باقی بمانند.

## پی‌نوشت
1. ↑  تعریف از کتاب اجرا و کشتی حرفه‌ای: «تئاتری به وسعت یک استادیوم: دبلیودبلیوای و دنیای کشتی حرفه‌ای» در صفحه ۳۹ نیز آمده: «کشتی حرفه‌ای در اصل همان تجارت تئاتر است. هرچند در نگاه اول شاید این دنیا با ذات تئاتر در تضاد به نظر برسد، اما نمی‌توان شباهت‌های ساختاری این دو را انکار کرد. در نهایت، کشتی حرفه‌ای یک سرگرمی از پیش نوشته شده است که بازیگران — همان کشتی‌گیران — با ایفای نقش شخصیت‌های خاص، آن را به صورت زنده در برابر تماشاگران اجرا می‌کنند.»
2. ↑  How Kayfabe and Wrestling Lingo How Stuff Work

## کتابشناسی
Performance and Professional Wrestling [اجرا و کشتی حرفه‌ای]. به کوشش بُودرِک چُو، ایرُ جِی لِین و کلِر واردِن. لندن: روت‌لِج. ۲۰۱۷. شابک ۹۷۸۱۱۳۸۹۳۷۲۳۹.